# فيزيائي
الفيزيائي (بالإنجليزية: Physicist) هو الشخص المتخصص في علم الفيزياء أو أحد فروعها. والفيزيائي هو الشخص الذي يصل إلى مرحلة متقدمة في فهم علم الفيزياء فيطلق عليه اسم عالم فيزياء.
عالم الفيزياء هو عالم مُلم ومتخصص في مجال الفيزياء، والذي يشمل تفاعلات المادة والطاقة في جميع مقاييس الطول والوقت في الكون المادي. يهتم الفيزيائيون عمومًا بالأسباب الجذرية أو النهائية للظواهر، وعادة ما يؤطرون فهمهم من منظور رياضي. الفيزيائيين العمل عبر مجموعة واسعة من المجالات البحثية التي تغطي جميع جداول الطول: من دون الذرية وفيزياء الجسيمات، من خلال الفيزياء البيولوجية، إلى الكونية جداول طول تشمل الكون ككل. يشتمل المجال بشكل عام على نوعين من الفيزيائيين: الفيزيائيين التجريبيين المتخصصين في مراقبة الظواهر الطبيعية وتحليل التجارب، والفيزيائيين النظريين المتخصصين في النمذجة الرياضية للأنظمة الفيزيائية لترشيد الظواهر الطبيعية وشرحها والتنبؤ بها. يمكن للفيزيائيين تطبيق معرفتهم نحو حل المشكلات العملية أو تطوير تقنيات جديدة (تُعرف أيضًا باسم الفيزياء التطبيقية أو الفيزياء الهندسية).

## تاريخ

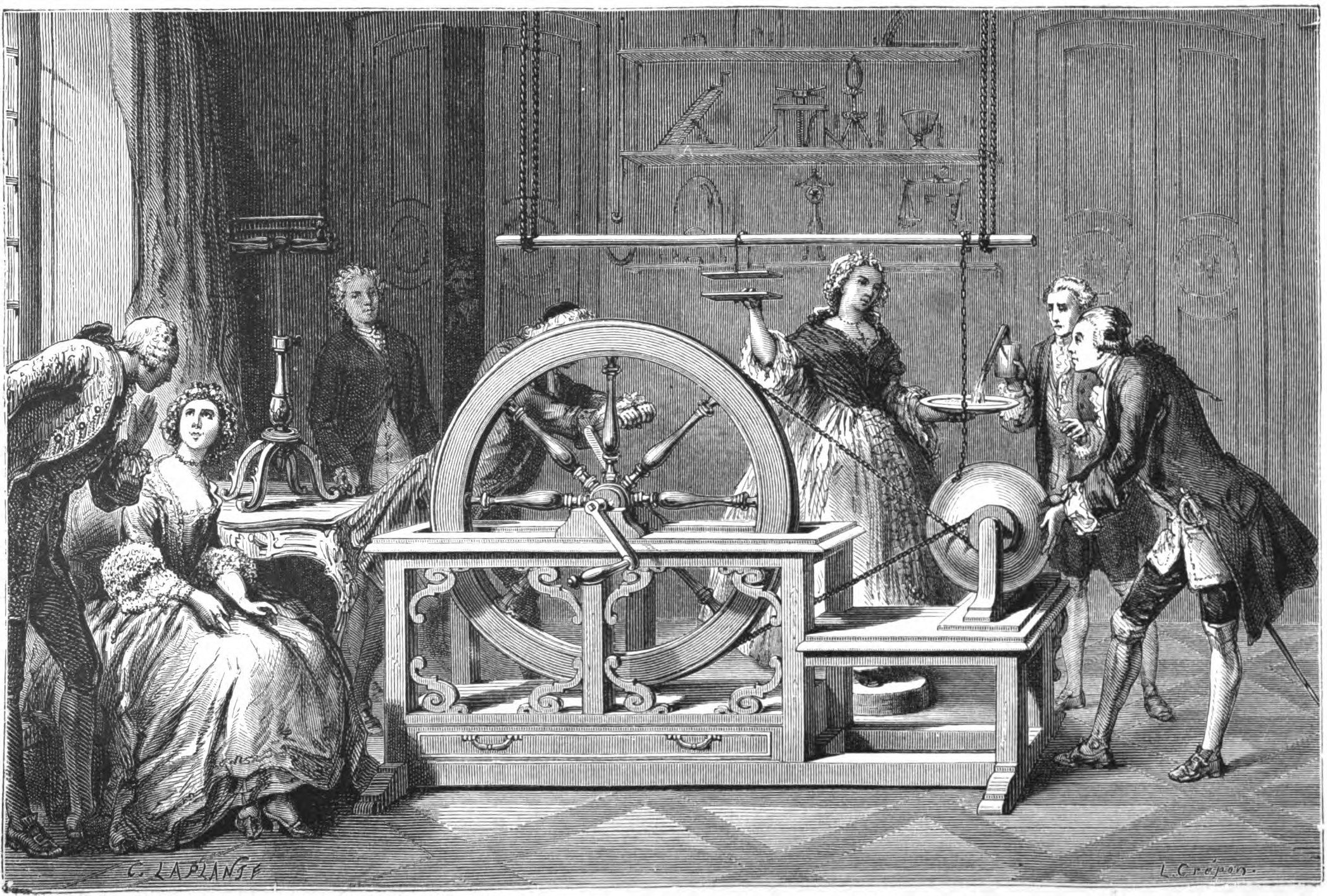
في تجربة القرن الثامن عشر في "الفلسفة الطبيعية" (التي سميت لاحقًا باسم "الفيزياء") يعمل العالم الإنجليزي فرانسيس هوكسبي مع مولد كهرباء مبكر.

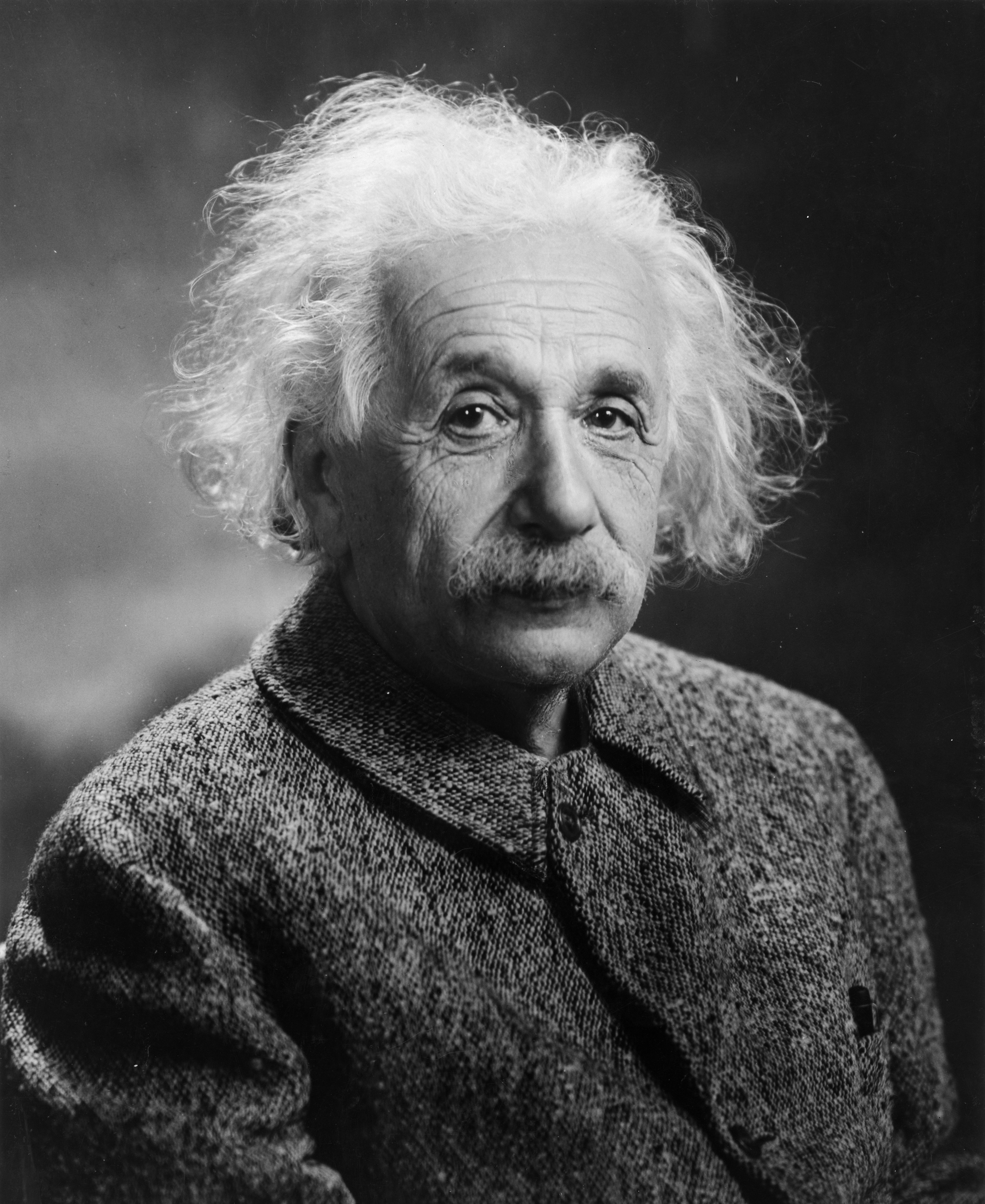
ألبرت أينشتاين، عالم الفيزياء النظرية الرئيسي في القرن العشرين الذي طور نظرية النسبية وأجزاء من نظرية الكم المبكرة.

تستند دراسة وممارسة الفيزياء على سلم فكري للاكتشافات والرؤى من العصور القديمة إلى الوقت الحاضر. وجدت العديد من الأفكار الرياضية والفيزيائية المستخدمة اليوم تعبيرها المبكر في أعمال الحضارات القديمة، مثل علماء الفلك البابليين والمهندسين المصريين وفلاسفة العلوم اليونانيين وعلماء الرياضيات مثل طاليس ميليتس وإقليدس في مصر البطلمية وأرخميدس في سيراكيوز وأرسترخوس ساموس. ظهرت الجذور أيضًا في الثقافات الآسيوية القديمة مثل الهند والصين، وخاصة فترة العصور الوسطى الإسلامية، والتي شهدت تطورًا لمنهجية علمية تؤكد على التجريب، مثل عمل ابن الهيثم (الحزن) في القرن الحادي عشر. يمكن القول إن النظرة العلمية الحديثة والجزء الأكبر من تعليم الفيزياء ينبعان من الثورة العلمية في أوروبا، بدءًا من أعمال جاليليو جاليلي ويوهانس كيبلر في أوائل القرن السابع عشر. تمت صياغة قوانين نيوتن للحركة وقانون الجاذبية الكونية لنيوتن في القرن السابع عشر. كانت الاكتشافات التجريبية لفاراداي ونظرية معادلات ماكسويل للكهرومغناطيسية نقاطًا تنموية عالية خلال القرن التاسع عشر. ساهم العديد من علماء الفيزياء في تطوير ميكانيكا الكم في أوائل القرن العشرين وحتى منتصفه. تتضمن المعرفة الجديدة في أوائل القرن الحادي والعشرين زيادة كبيرة في فهم علم الكونيات الفيزيائي.
تم تقسيم الدراسة الشاملة والعامة للطبيعة، الفلسفة الطبيعية، إلى عدة مجالات في القرن التاسع عشر، عندما أخذ مفهوم «العلم» شكله الحديث. ظهرت فئات محددة، مثل «علم الأحياء» و «عالم الأحياء»، و «فيزياء» و «فيزيائي»، و «كيمياء» و «كيميائي»، من بين مجالات وألقاب تقنية أخرى. مصطلح فيزيائي صاغه ويليام ويويل (وهو أيضًا منشئ مصطلح «عالم») في كتابه الصادر عام 1840 بعنوان «فلسفة العلوم الاستقرائية» .

## تعليم
يتكون منهج الفيزياء القياسي للطلاب الجامعيين من الميكانيكا الكلاسيكية والكهرباء والمغناطيسية وميكانيكا الكم غير النسبية والبصريات والميكانيكا الإحصائية والديناميكا الحرارية والخبرة المختبرية. يحتاج طلاب الفيزياء أيضًا إلى تدريب في الرياضيات (حساب التفاضل والتكامل، والمعادلات التفاضلية، والجبر الخطي، والتحليل المعقد، وما إلى ذلك)، وفي علوم الكمبيوتر.
يتطلب أي منصب مهني موجه للفيزياء على الأقل درجة جامعية في الفيزياء أو الفيزياء التطبيقية، بينما تتسع الخيارات الوظيفية بدرجة ماجستير مثل ماجستير أو ماجستير في العلوم أو ماجستير في العلوم أو ماجستير في العلوم.
بالنسبة للوظائف ذات التوجه البحثي، يعمل الطلاب للحصول على درجة الدكتوراه المتخصصة في مجال معين. تشمل مجالات التخصص الفيزياء الفلكية التجريبية والنظرية والفيزياء الذرية والفيزياء البيولوجية والفيزياء الكيميائية وفيزياء المادة المكثفة وعلم الكونيات والجيوفيزياء وفيزياء الجاذبية وعلوم المواد والفيزياء الطبية والإلكترونيات الدقيقة والفيزياء الجزيئية والفيزياء النووية والبصريات والفيزياء الإشعاعية والمجال الكهرومغناطيسي وفيزياء الميكروويف وفيزياء الجسيمات وفيزياء البلازما.

## وظائف

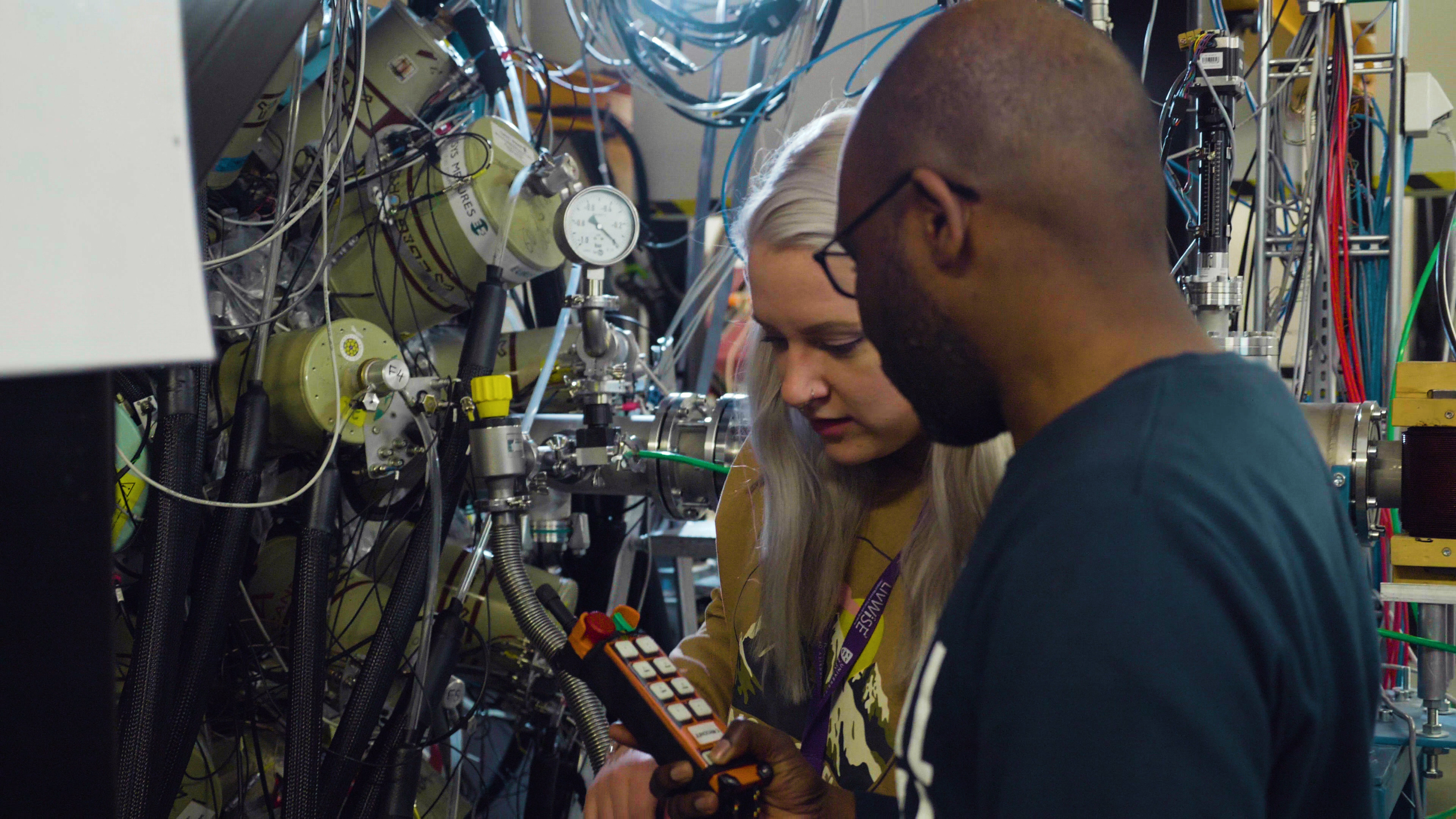
علماء فيزياء تجريبيون يعملون في معمل المعجل التابع لجامعة يوفاسكيلا (فنلندا).

أرباب العمل الثلاثة الرئيسيون للفيزيائيين المهنيين هم المؤسسات الأكاديمية والمختبرات والصناعات الخاصة، مع كون صاحب العمل الأكبر هو الأخير. يميل الفيزيائيون في الأوساط الأكاديمية أو المعامل الحكومية إلى الحصول على ألقاب مثل المساعدين والأساتذة والأب / الأب. عالم أو باحثو ما بعد الدكتوراة. وفقًا للمعهد الأمريكي للفيزياء، يشغل حوالي 20 ٪ من حملة الدكتوراه في الفيزياء الجديدة وظائف في برامج التطوير الهندسي، بينما يتحول 14 ٪ إلى برامج الكمبيوتر وحوالي 11 ٪ في الأعمال / التعليم. يطبق غالبية الفيزيائيين العاملين مهاراتهم وتدريبهم على قطاعات متعددة التخصصات (مثل التمويل ). تشمل المسميات الوظيفية لعلماء الفيزياء الخريجين عالم زراعي، مراقب حركة جوية، فيزيائي حيوي، مبرمج كمبيوتر، مهندس كهربائي، محلل بيئي، جيوفيزيائي، فيزيائي طبي، عالم أرصاد جوية، عالم محيطات، مدرس فيزياء / أستاذ / باحث، عالم أبحاث، فيزيائي مفاعل، فيزيائي هندسي، أقمار صناعية محلل مهمات، كاتب علوم، خبير في التخطيط، مهندس برمجيات، مهندس أنظمة، مهندس إلكترونيات دقيقة، مطور رادار، مستشار تقني، إلخ.
يعمل غالبية حاملي شهادة البكالوريوس في الفيزياء في القطاع الخاص. المجالات الأخرى هي الأوساط الأكاديمية والحكومية والخدمة العسكرية والكيانات غير الربحية والمختبرات والتدريس.
تشمل الواجبات النموذجية للفيزيائيين الحاصلين على درجتي الماجستير والدكتوراه العاملين في مجالهم البحث، والمراقبة والتحليل، وإعداد البيانات، والأجهزة، وتصميم وتطوير المعدات الصناعية أو الطبية، وتطوير الحوسبة والبرمجيات، إلخ.

## الأوسمة والجوائز
أعلى وسام يُمنح للفيزيائيين هو جائزة نوبل في الفيزياء، التي تمنحها الأكاديمية الملكية السويدية للعلوم منذ عام 1901. تتمتع الجمعيات الفيزيائية الوطنية بالعديد من الجوائز والجوائز للاعتراف المهني. في حالة الجمعية الفيزيائية الأمريكية، اعتبارًا من عام 2017، هناك 33 جائزة منفصلة و 38 جائزة منفصلة في هذا المجال.

## شهادة احتراف

### المملكة المتحدة
تشارترد فيزيائي (CPhys) هو شهادة معتمدة ومؤهلات مهنية يمنحها معهد الفيزياء. يتم الإشارة إليه من قبل "CPhys".
إن الحصول على مكانة معتمدة في أي مهنة يدل على مستوى عالٍ من المعرفة المتخصصة والكفاءة المهنية للمجتمع الأوسع. وفقًا لمعهد الفيزياء، يُظهر حاملو جائزة الفيزيائي المعتمد (CPhys) «أعلى معايير الاحتراف والخبرة الحديثة والجودة والسلامة» إلى جانب «القدرة على ممارسة الممارسة المستقلة وممارسة القيادة» وكذلك «الالتزام بمواكبة تقدم المعرفة ومع التوقعات والمتطلبات المتزايدة التي يجب أن تتحمل أي مهنة مسؤوليتها».
يعتبر الفيزيائي المعتمد مساويًا لمكانة مهندس تشارترد، والذي يمنحه معهد الفيزياء (IoP) أيضًا كعضو في المجلس الهندسي بالمملكة المتحدة، وحالات أخرى مؤجرة في المملكة المتحدة. وتعتبر أيضًا «مهنة منظمة» بموجب توجيهات التأهيل المهني الأوروبية.

### كندا
يمكن للجمعية الكندية للفيزيائيين تعيين تسمية رسمية تسمى (P. Phys.) والتي تعني الفيزيائي المحترف، على غرار تسمية (P. Eng.) والتي تعني مهندس محترف. تم الكشف عن هذا التصنيف في مؤتمر الرابطة الكندية للفيزيائيين (CAP) في عام 1999 ويحمل بالفعل أكثر من 200 شخص هذا التمييز.
للحصول على الشهادة، يجب تقديم دليل على الأقل على درجة البكالوريوس مع مرتبة الشرف أو درجة أعلى في الفيزياء أو تخصص وثيق الصلة. أيضًا، يجب أن يكون الفيزيائي قد أكمل، أو على وشك إكمال، ثلاث سنوات من الخبرة العملية المتعلقة بالفيزياء بعد التخرج. وما لم يُستثنى من ذلك، يجب أيضًا اجتياز امتحان الممارسة المهنية. يمكن منح الإعفاء للمرشح الذي مارس الفيزياء لمدة سبع سنوات على الأقل ويقدم وصفًا تفصيليًا لإنجازاتهم المهنية والذي يوضح بوضوح أن الاختبار ليس ضروريًا.
ستُعتبر خبرة العمل مرتبطة بالفيزياء إذا كانت تستخدم الفيزياء بشكل مباشر أو بشكل كبير لأنماط التفكير (مثل نهج حل المشكلات) التي تم تطويرها في تعليمك أو خبرتك كفيزيائي، في جميع الحالات بغض النظر عما إذا كانت التجربة في الأوساط الأكاديمية أو الصناعة أو الحكومة أو في أي مكان آخر. إدارة الأعمال المتعلقة بالفيزياء مؤهلة، وكذلك العمل المناسب لطلاب الدراسات العليا.

### جنوب أفريقيا
يقدم معهد جنوب إفريقيا للفيزياء شهادة الفيزيائيين المحترفين (Pr.Phys) نسخة محفوظة 22 يوليو 2019 على موقع واي باك مشين.. كحد أدنى، يجب أن يكون المالك حاصلًا على درجة البكالوريوس لمدة 3 سنوات أو ما يعادلها في الفيزياء أو في مجال ذي صلة وخبرة إضافية لا تقل عن ست سنوات في نشاط متعلق بالفيزياء؛ أو درجة شرف أو ما يعادلها في الفيزياء أو في مجال ذي صلة وخبرة إضافية لا تقل عن خمس سنوات في نشاط متعلق بالفيزياء؛ أو درجة الماجستير أو ما يعادلها في الفيزياء أو مجال ذي صلة وخبرة إضافية لا تقل عن ثلاث سنوات في نشاط متعلق بالفيزياء؛ درجة الدكتوراه أو ما يعادلها في الفيزياء أو مجال ذي صلة؛ أو التدريب أو الخبرة التي يرى المجلس أنها معادلة لأي مما سبق.

## الجمعيات المهنية
قد يكون الفيزيائيون عضوًا في مجتمع مادي لبلد أو منطقة. عادة ما تنشر الجمعيات الفيزيائية المجلات العلمية وتنظم مؤتمرات الفيزياء ومنح جوائز للمساهمات في مجال الفيزياء. بعض الأمثلة على المجتمعات الفيزيائية هي الجمعية الفيزيائية الأمريكية، ومعهد الفيزياء، وأقدم مجتمع فيزيائي هو الجمعية الفيزيائية الألمانية.

## الفروع الرئيسية
توجد عدة فروع يتخصص فيها الفيزيائيون منها:
- الفيزياء النووية.
- الفيزياء الذرية.
- الفيزياء الجزيئية.
- ميكانيكا الكم.
- فيزياء الجسيمات.
- فيزياء المواد المكثفة.
- الفيزياء الفلكية.
- علم الكون الفيزيائي.

## جرجس
جرجس
- فيزياء.
- فيزياء هندسية.
- تاريخ الفيزياء.
- جائزة نوبل في الفيزياء.
- مشروع مانهاتن.
- مبادرة الدفاع الاستراتيجي.

## روابط خارجية
- كيف تصبح فيزيائيًا نظريًا جيدًا نسخة محفوظة 29 يونيو 2016 على موقع واي باك مشين.، جامعة أوتريخت.
- الفيزيائيون وعلماء الفلك ؛ مكتب الولايات المتحدة لإحصائيات العمل، كتيب التوقعات المهنية، علماء الفيزياء وعلماء الفلك.
- وظائف فيزيائية.
- وظائف من خلال الفيزياء الهندسية.